# Dzihunia
Dzihunia, rod slatkovodnih riba iz reda šaranki koje žive po azijskim rijekama Amu-Darja, Talas, Syr-Darja i Zeravshan. Najduža zabilježena dužina je 16.0 cm (D. amudarjensis)
Posljednja vrsta otkrivena je 2003., Dzihunia turdakovi u bazenu rijeke Talas u Kirgistanu.
Rod Dzihunia klasificira se porodici Nemacheilidae ili kamenih čikova.

## Vrste
- Dzihunia amudarjensis (Rass, 1929)
- Dzihunia ilan (Turdakov, 1936)
- Dzihunia pseudoamudarjensis Sheraliev & Kayumova, 2024[1]
- Dzihunia turdakovi Prokofiev, 2003